# یو سو-می
یو سو-می (انگلیسی: You Su-mi؛ تکواندوکار اهل کره جنوبی است.
وی در مسابقات تکواندو قهرمانی جهان ۱۹۹۳ در شهر نیویورک، پس از شکست دادن آگودا پرز لوپز در بازی نهایی، برنده مدال طلا در دسته مگس‌وزن (سبک‌وزن) شد.